# 六分儀座36
六分儀座36，又名BD+03 2408，HD 93102、SAO 118473、HR 4201，是六分儀座的一颗恒星，视星等为6.28，位于銀經246.68，銀緯51.02，其B1900.0坐标为赤經10h 40m 0.3s，赤緯+3° 51.02′ 50″。